# Lokoya (peuple)
Pour les articles homonymes, voir Lokoya.
Les Lokoya sont un peuple d'Afrique de l'Est établi au sud-est du Soudan du Sud. Quelques communautés vivent également au  Kenya.

## Ethnonymie
Selon les sources, on observe plusieurs variantes : Ellyria, Koyo, Loirya, Lokoiya, Lokoja, Lokoyas, Loquia, Lowoi, Oghoriok,  
Ohoryok, Oirya, Owoi, Oxoriok.

## Langue
Leur langue est le lokoya, une langue nilotique orientale, dont le nombre de locuteurs a été estimé à 12 400. L'otuho est également utilisé.